# Gerazym (Georgiew)
Gerazym, imię świeckie Aleksandyr Georgijew (ur. 2 listopada 1979 w Sofii) – bułgarski biskup prawosławny.

## Życiorys
Ukończył Narodową Akademię Sztuki Teatralnej i Filmowej im. Krysto Sarafowa w Sofii. 9 grudnia 2009 został postrzyżony na mnicha w monasterze Trójcy Świętej w Diwotinie, przyjmując imię zakonne Gerazym. Następnie przyjął kolejno święcenia diakońskie i kapłańskie z rąk biskupa znepolskiego Jana.
W 2014 otrzymał godność archimandryty i stanowisko głównego sekretarza Świętego Synodu Bułgarskiego Kościoła Prawosławnego. Służy w soborze św. Aleksandra Newskiego w Sofii. 14 grudnia 2016 został nominowany na biskupa pomocniczego metropolii sofijskiej z tytułem biskupa melnickiego; zastrzeżono, że po chirotonii będzie nadal wykonywał dotychczasowe obowiązki. Jego chirotonia biskupia odbyła się 18 grudnia 2016 w soborze św. Aleksandra Newskiego w Sofii pod przewodnictwem patriarchy bułgarskiego Neofita.
Włada językami angielskim, rosyjskim i niemieckim.